# Nephthea globulosa
Nephthea globulosa är en korallart som först beskrevs av May 1899.  Nephthea globulosa ingår i släktet Nephthea och familjen Nephtheidae. Inga underarter finns listade i Catalogue of Life.